# 鄂木斯克區

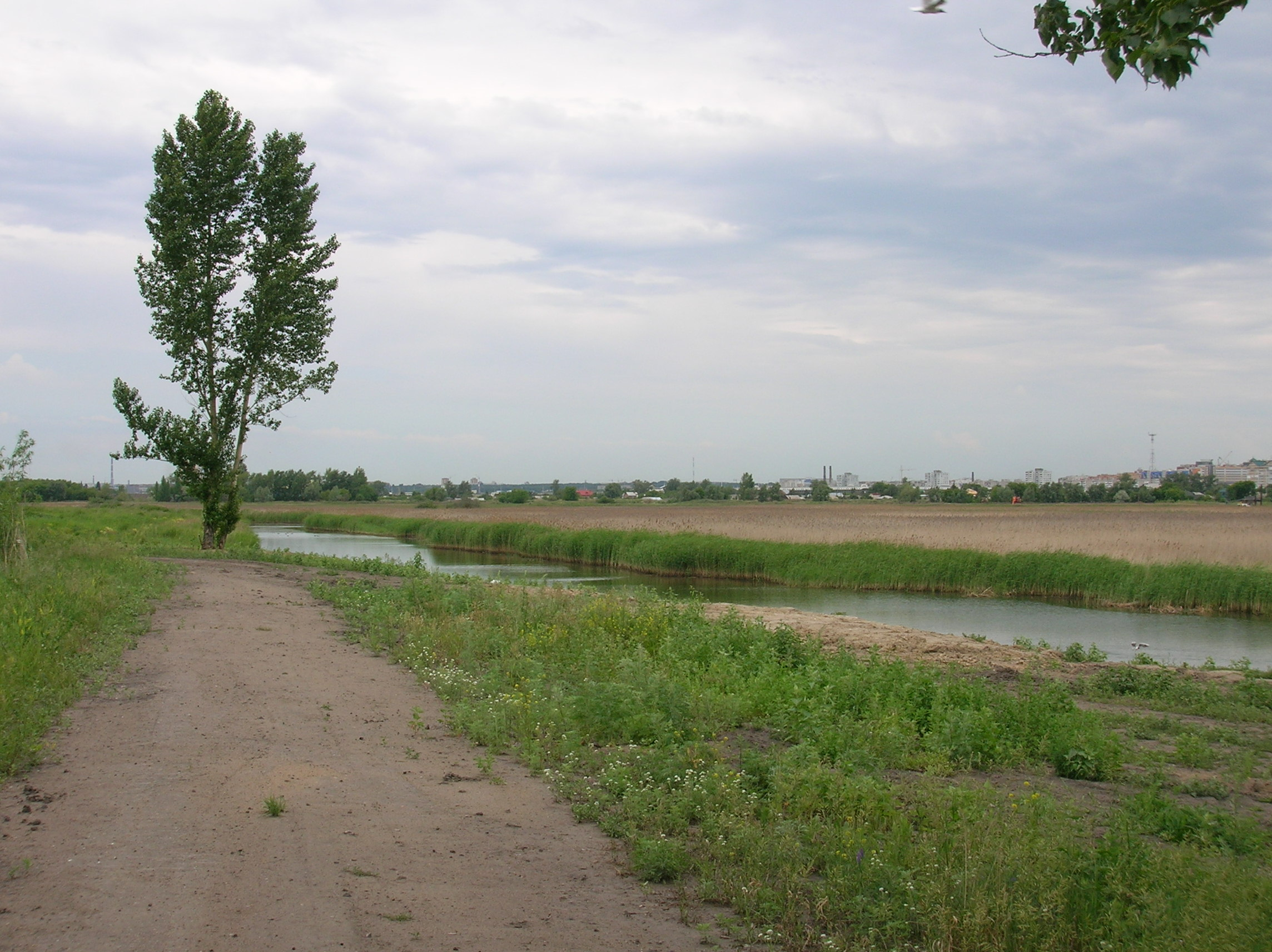

54°58′N 73°23′E / 54.967°N 73.383°E
鄂木斯克區（俄语：Омский район），是俄羅斯的一個區，位於該國西南部，由鄂木斯克州負責管轄，面積3,600平方公里，2010年該區人口94,086，人口密度每平方公里26.14人。